# 9 Brygada Strzelców (URL)
9 Brygada Strzelców – oddział piechoty Armii Ukraińskiej Republiki Ludowej.

## Formowanie i zmiany organizacyjne
W wyniku rozmów atamana Symona Petlury z naczelnikiem państwa i zarazem naczelnym wodzem wojsk polskich Józefem Piłsudskim prowadzonych w grudniu 1919, ten ostatni wyraził zgodę na tworzenie ukraińskich jednostek wojskowych w Polsce.
Na podstawie rozkazu dowódcy Armii Czynnej nr 16 z 15 maja 1920 rozpoczęto formowanie 6 Brygady Strzelców. Już 9 czerwca rozkazem nr 27 zmieniono jej numer na 9. Z powodu znacznych strat osobowych na froncie, 28 lipca cały stan osobowy 9 BS tymczasowo zebrano w jeden kureń zbiorczy.
W październiku w brygadzie przeprowadzono mobilizację. Pozwoliło to na odtworzenie drugiego kurenia.
W związku z podpisaniem przez Polskę układu o zawieszeniu broni na froncie przeciwbolszewickim, od 18 października  wojska ukraińskie zmuszone były prowadzić działania zbrojne samodzielnie.
21 listopada, pod naporem wojsk sowieckich, brygada doznała dużych strat i przeszła na zachodni brzeg Zbrucza, gdzie została internowana przez Wojsko Polskie. 23 listopada niedobitki brygady przekształcono w kureń, który z numerem porządkowym 21 wszedł w skład nowej 7 Zbiorczej Brygady Strzelców.

## Struktura organizacyjna
Organizacja brygady w październiku 1920
- dowództwo i sztab
- sotnia techniczna
- samodzielna sotnia konna
- 25 kureń strzelców
- 26 kureń strzelców
- kureń karabinów maszynowych
- sotnia dowódcy

## Żołnierze oddziału
| Dowódcy jednostki        |                        |       |
| Stopień, imię i nazwisko | Okres pełnienia służby | Uwagi |
| Dowódcy pułku            |                        |       |
| płk Wołodymyr Olszewskyj | 15 V – 7 X             |       |
| płk Stepan Łysohor       | X – 23 XI              |       |
| Szef sztabu              |                        |       |
| płk Juchym Macak         | 15 V – 23 XI           |       |